# Recenjak
Recenjak – wieś w Słowenii, w gminie Lovrenc na Pohorju. W 2018 roku liczyła 175 mieszkańców.